# عربية أوشرية
عربية أوشرية (الاسم العلمي: Arabis aucheri) هي نوع من النباتات تتبع جنس العربية من الفصيلة الكرنبية.